# Герб Астани
Герб міста Астани є офіційним символом столиці Казахстана, що відображає історичне значення та розвиток міста. Герб затверджено 5 червня 2008 року; після періменування Астани в Нур-Султан у травні 2019 року змінено назву міста у нижній частині. У вересні 2022 року місту повернули стару назву. Автором концепції та ескізу герба є перший Президент Казахстану Нурсултан Назарбаєв.

## Опис та обґрунтування символіки
Форма герба кругла. Центральним елементом є об'єднання двох символів — Байтерека та шанирака. Весь простір герба розбито на два кільця. Зовнішнє кільце символізує історію великого степу. Червоний колір означає вогонь. Внутрішнє кільце містить символи незалежності Казахстану та величі Астани. Блакитний колір уособлює колір прапора Казахстану.
В основу герба покладено коло як вираження ідеї досконалості, абсолюту та вічності. Центральним елементом є об'єднання двох символів - Байтерека та Шанірака.
Дане художнє рішення є образним виразом вектора розвитку сучасного Казахстану, який поєднує як знак міста, і символ країни. Байтерек - світове дерево, що є уособленням всесвіту. Він розуміється як космос у вигляді живого організму, що розвивається.
Це тісно пов'язане із символікою центру. Шанирак розуміється як точка переходу неосяжності всесвіту до рідного дому. Таким чином, з художньої точки зору здійснюється об'єднання двох символів - Байтерека і шанирака. В основі Байтерека закладено орнамент у вигляді пташиних крил, що сходить до стилізованого зображення міфічного птаха «Самрук».
Ця ідея є ключовою в символічному оформленні лівого берега (тінь від птаха «Самрук», що вилітає з гнізда, розкинута на Президентському парку). Весь простір герба розбито на два кільця, які також мають образне пояснення. Зовнішнє кільце є глибинним пластом історії великого степу. Червоний колір зовнішнього кільця походить від очищувальної сили вогню. У вогні тюрки бачили життєву стихію, з яким асоціювалися уявлення про народження, зростання та розвиток. Вогонь вогнища вважався часткою сонця. Також червона облямівка символізує полум'яні ворота, пройшовши через які кожен очищується духом та наповнюється силою. Часто червоний колір вибирався кочівниками для військового прапора, що символізував ратну доблесть і лють перемоги. А внутрішнє кільце містить нові символи незалежності Казахстану та велич Астани.
Колір «Небесна блакить» - є кольором державного прапора, наголошуючи на центральному місці ідеї незалежності в національній ідеології. Зображення Байтерека поєднане з шанирак є свідченням спадкоємності історії сучасного Казахстану. У гербі є кілька інших елементів, які гармонують із основними. Зелена окантовка використовується як декоративний елемент та несе ідею весняного благоденства та нев'янучої юності.
В оформленні нижнього титульного сегменту, що несе напис "Астана", з 2019 року - "Нур-Султан", є симетричні лінії. Кожна з ліній - це стилізований «уи», що доповнює образ шанирника, що увінчує композицію.

## Історія

### Герб міста Акмолінська

Герб Акмолінська, складений за правилами Б. Кене, 1878

Прийнято вважати, що гербом міста Акмолінська був герб Акмолинська область (Російська імперія), затверджений 5 липня 1878 (оскільки окремо герб міста не затверджувався):
|  | У зеленому щиті срібний пам'ятник, з двома гострокінцевими вежами і куполом в середині, що супроводжується на чолі щита, золотим півмісяцем. Щит прикрашений Стародавньою Царською короною і оточений золотим дубовим листям, з'єднаним Олександрівською стрічкою. |

Герб промовистий, тому що «Акмола» у перекладі з казахської означає «Біла Святиня» або «Біла могила». Вважається, що на гербі зображено Мавзолей бія Ніяза (радника Абілай-хан Хана Абила), що стояв на піднесенні Акмола, де зупинився перший загін, що прибув для будівництва Акмолінського зміцнення.

### Герб Цілинограда
Центральною фігурою герба Целинограда є дві руки, що тримають жменю зерна. Вгорі герба - напис прямим шрифтом "Целиноград".
Даних про офіційне твердження немає.

### Герб Астани 1998 - 2008 рр.
В основу герба покладено круглий східний щит. У блакитному полі на фоні пурпурової фортечної стіни білий крилатий сакський барс. На голові барса золота корона у вигляді головного убору казахських ханів. Корона символізує Верховну освяченість історії міста відвагою та самовідданістю останнього хана казахів Кенесари, мудрістю та мужністю першого Президента Республіки, який прийняв доленосне рішення про перенесення до цього міста столиці нововідродженої держави. Пурпурна фортечна стіна нагадує історію виникнення міста як фортеці, як військового форпосту. Білий колір символізує шляхетність та чистоту помислів. Геральдичний щит обрамлений смугою із золотих пшеничних колосків, що символізують міжнародну популярність та славу регіону як всесвітньо відомої житниці цінних та твердих сортів пшениці та міста як столиці хлібного краю. Колосся обрамлено золотою облямівкою. Вгорі щита - шанир, символ вогнища у казахів. У нижній частині герба – золота смуга з літерним зображенням прямим шрифтом «Астана».

### Герби Астани з 2008 року
5 червня 2008 року депутати Масліхату Астани затвердили нову версію герба Астани. Одним із його авторів став президент Казахстану Нурсултан Назарбаєв.
|  | В основі символу — коло, як вираження ідеї досконалості та вічності. Центральний елемент — об'єднання Байтерека та Шанирака. Це художнє рішення є образним виразом вектора розвитку сучасного Казахстану, яке поєднує як знак міста, і символ країни. В основі Байтерека промальований орнамент "пташині крила" — стилізоване зображення міфічного птаха Самрук. Весь простір герба розбитий на два кільця. Зовнішнє червоне кільце символізує глибинну історію великого степу, асоціюється з вогнем. У ньому тюрки бачили життєву стихію, з якою пов'язувалося уявлення про народження, зростання та розвиток. Внутрішнє кільце кольору небесної блакиті містить нові символи незалежності Казахстану та величі Астани. |

Герб Астани протягом 2008—2018 років з назвою міста кирилицею.
Герб протягом 2019—2022 років, коли місто називалось Нур-Султан.
Герб Астани з січня 2023 року з назвою міста латиницею.

## Див також
- Прапор Астани